# Linia Bolszaja Kolcewaja
Linia Bolszaja Kolcewaja (ros. Большая кольцевая линия) – linia metra moskiewskiego oznaczana numerem 11 oraz kolorem turkusowym, mająca 57.5 km długości i 29 stacji.  Linia jest trzecią okrężną trasą metra moskiewskiego po linii Kolcewej i Moskiewskim Pierścieniu Centralnym. Linia umożliwia przesiadki na wszystkie linie metra oprócz linii Kolcewej, Butowskiej i kolei jednoszynowej.

## Rozwój
| Data             | Odcinek                                                         | Liczba stacji | Komentarz |
| ---------------- | --------------------------------------------------------------- | ------------- | --- |
| 11 sierpnia 1969 | Kaszyrskaja — Kachowskaja                                       | 3             | Jako część linii Zamoskworieckiej; od 1995 roku jako niezależna linia Kachowskaja (nr 11); od 2018 roku jako linia nr 11A; zamknięcie odcinka w 2019 na czas remontu |
| 26 lutego 2018   | Diełowoj centr – Pietrowskij park                               | 5             | Na tym odcinku obecnie funkcjonuje linia 11A (Sawiołowskaja – Diełowoj centr) wraz z linią 11                                                                        |
| 30 grudnia 2018  | Pietrowskij park – Sawiołowskaja                                | 1             | Na tym odcinku obecnie funkcjonuje linia 11A (Sawiołowskaja – Diełowoj centr) wraz z linią 11                                                                        |
| 27 marca 2020    | Niżegorodskaja – Lefortowo                                      | 3             | Odcinek tymczasowo działał jako część linii Niekrasowskiej |
| 31 grudnia 2020  | Lefortowo – Elektrozawodskaja                                   | 1             | Odcinek tymczasowo działał jako część linii Niekrasowskiej |
| 1 kwietnia 2021  | Choroszowskaja – Mniowniki                                      | 2             | — |
| 7 grudnia 2021   | Mniowniki – Kachowskaja                                         | 10            | |
| 1 marca 2023     | Sawiołowskaja – Elektrozawodskaja, Niżegorodskaja – Kachowskaja | 7             | Otwarcie pełnej trasy linii. Odcinek Kaszyrskaja – Kachowskaja został otwarty po remoncie                                                                            |

## Lista stacji
| #  | #                    | Nazwa (cyrylica)     | Nazwa (trb. łacińska)  | Rok otwarcia | Możliwe przesiadki (linia)                                                   | Możliwe przesiadki (stacja)         | Komentarz |
| -- | -------------------- | -------------------- | ---------------------- | ------------ | ---------------------------------------------------------------------------- | ----------------------------------- | --- |
| 1  | Нижегородская        | Нижегородская        | Niżegorodskaja         | 2020         | Moskiewski pierścień centralny Niekrasowskaja Kałużsko-Niżegorodska          | Niżegorodskaja Niżegorodskaja       | Odcinek tymczasowo działał jako część linii Niekrasowskiej do otwarcia stałej trasy Bolszej Kolcewej |
| 2  | Авиамоторная         | Авиамоторная         | Awiamotornaja          | 2020         | Kalininskaja Leningradsko-Kazańska                                           | Awiamotornaja Awiamotornaja         | Odcinek tymczasowo działał jako część linii Niekrasowskiej do otwarcia stałej trasy Bolszej Kolcewej |
| 3  | Лефортово            | Лефортово            | Lefortowo              | 2020         | —                                                                            | —                                   | Odcinek tymczasowo działał jako część linii Niekrasowskiej do otwarcia stałej trasy Bolszej Kolcewej |
| 4  | Электрозаводская     | Электрозаводская     | Elektrozawodskaja      | 2020         | Arbatsko-Pokrowskaja Leningradsko-Kazańska                                   | Elektrozawodskaja Elektrozawodskaja | Odcinek tymczasowo działał jako część linii Niekrasowskiej do otwarcia stałej trasy Bolszej Kolcewej |
| 5  | Сокольники           | Сокольники           | Sokolniki              | 2023         | Sokolniczeskaja Leningradsko-Kazańska                                        | Sokolniki Mitkowo                   | — |
| 6  | Рижская              | Рижская              | Riżskaja               | 2023         | Kałużsko-Riżskaja Kursko-Riżska                                              | Riżskaja Riżskaja                   | — |
| 7  | Марьина Роща         | Марьина Роща         | Marjina Roszcza        | 2023         | Lublinsko-Dmitrowskaja Kursko-Riżska Kałużsko-Niżegorodska                   | Marjina Roszcza Marjina Roszcza     | — |
| 8  | Савёловская          | Савёловская          | Sawiołowskaja          | 2018         | Sierpuchowsko-Timiriaziewskaja Biełorussko-Sawiołowska Kałużsko-Niżegorodska | Sawiołowskaja Sawiołowskaja         | W latach 2018–2020 odcinek współdzielony z linią Sołncewską |
| 9  | Петровский парк      | Петровский парк      | Pietrowskij park       | 2018         | Zamoskworieckaja                                                             | Dinamo                              | W latach 2018–2020 odcinek współdzielony z linią Sołncewską |
| 10 | ЦСКА                 | ЦСКА                 | CSKA                   | 2018         | —                                                                            | —                                   | W latach 2018–2020 odcinek współdzielony z linią Sołncewską |
| 11 | Хорошёвская          | Хорошёвская          | Choroszowskaja         | 2018         | Tagansko-Krasnopriesnienskaja Moskiewski pierścień centralny                 | Poleżajewskaja Choroszowo           | W latach 2018–2020 odcinek współdzielony z linią Sołncewską |
| 12 | Народное Ополчение   | Народное Ополчение   | Narodnoje Opołczenije  | 2021         | —                                                                            | —                                   | — |
| 13 | Мнёвники             | Мнёвники             | Mniowniki              | 2021         | —                                                                            | —                                   | — |
| 14 | Терехово             | Терехово             | Teriechowo             | 2021         | —                                                                            | —                                   | — |
| 15 | Кунцевская           | Кунцевская           | Kuncewskaja            | 2021         | Arbatsko-Pokrowskaja Filowskaja Biełorussko-Sawiołowska                      | Kuncewskaja Kuncewskaja             | — |
| 16 | Давыдково            | Давыдково            | Dawydkowo              | 2021         | —                                                                            |                                     | — |
| 17 | Аминьевская          | Аминьевская          | Aminjewskaja           | 2021         | Kałużsko-Niżegorodska                                                        | Aminjewskaja                        | — |
| 18 | Мичуринский проспект | Мичуринский проспект | Miczurinskij prospiekt | 2021         | Sołncewskaja                                                                 | Miczurinskij prospiekt              | — |
| 19 | Проспект Вернадского | Проспект Вернадского | Prospiekt Wiernadskogo | 2021         | Sokolniczeskaja                                                              | Prospiekt Wiernadskogo              | — |
| 20 | Новаторская          | Новаторская          | Nowatorskaja           | 2021         | Troickaja                                                                    | Nowatorskaja                        | — |
| 21 | Воронцовская         | Воронцовская         | Woroncowskaja          | 2021         | Kałużsko-Riżskaja                                                            | Kałużskaja                          | — |
| 22 | Зюзино               | Зюзино               | Ziuzino                | 2021         | —                                                                            | —                                   | — |
| 23 | Каховская            | Каховская            | Kachowskaja            | 1969         | Sierpuchowsko-Timiriaziewskaja                                               | Siewastopolskaja                    | Odcinek otwarty jako przedłużenie linii Zamoskworieckiej w 1969 roku; od 1995 roku działał jako niezależna linia Kachowskaja (nr 11); w 2018 roku nr 11 przypisano linii Bolszej Kolcewej (odcinek Sawiołowskaja – Diełowoj centr), linia Kachowskaja otrzymała nr 11A; w 2019 roku odcinek zamknięto na czas remontu; ponowne otwarcie po modernizacji nastąpiło w 2023 roku |
| 24 | Варшавская           | Варшавская           | Warszawskaja           | 1969         | —                                                                            | —                                   | Odcinek otwarty jako przedłużenie linii Zamoskworieckiej w 1969 roku; od 1995 roku działał jako niezależna linia Kachowskaja (nr 11); w 2018 roku nr 11 przypisano linii Bolszej Kolcewej (odcinek Sawiołowskaja – Diełowoj centr), linia Kachowskaja otrzymała nr 11A; w 2019 roku odcinek zamknięto na czas remontu; ponowne otwarcie po modernizacji nastąpiło w 2023 roku |
| 25 | Каширская            | Каширская            | Kaszyrskaja            | 1969         | Zamoskworieckaja                                                             | Kaszyrskaja                         | Odcinek otwarty jako przedłużenie linii Zamoskworieckiej w 1969 roku; od 1995 roku działał jako niezależna linia Kachowskaja (nr 11); w 2018 roku nr 11 przypisano linii Bolszej Kolcewej (odcinek Sawiołowskaja – Diełowoj centr), linia Kachowskaja otrzymała nr 11A; w 2019 roku odcinek zamknięto na czas remontu; ponowne otwarcie po modernizacji nastąpiło w 2023 roku |
| 26 | Кленовый бульвар     | Кленовый бульвар     | Klenowyj bulwar        | 2023         | —                                                                            | —                                   | — |
| 27 | Нагатинский Затон    | Нагатинский Затон    | Nagatinskij Zaton      | 2023         | —                                                                            | —                                   | — |
| 28 | Печатники            | Печатники            | Pieczatniki            | 2023         | Lublinsko-Dmitrowskaja Kursko-Riżska                                         | Pieczatniki Lublino                 | — |
| 29 | Текстильщики         | Текстильщики         | Tiekstilszcziki        | 2023         | Tagansko-Krasnopriesnienskaja Kursko-Riżska                                  | Tiekstilszcziki Tiekstilszcziki     | — |